# Amolops hainanensis
Amolops hainanensis és una espècie de granota que viu a la Xina. Està amenaçada d'extinció per la destrucció de l'hàbitat.